# Dmitrij Ivanovič Maevskij
Dmitrij Ivanovič Maevskij in russo Дмитрий Иванович Маевский? (Pietrogrado, 17 maggio 1917 – San Pietroburgo, 23 luglio 1992) è stato un pittore russo del XX secolo, maestro della pittura di paesaggio, esponente del Realismo socialista.

## Biografia
Dmitrij Ivanovič Maevskij nacque il 17 maggio 1917 a Pietrogrado. Dal 1933 visse e lavorò a Leningrado. Dal 1937 al 1939 lavorò negli studi di Isaak Brodskij e Michail Kopeikin. Dal 1939 al 1946 prestò servizio nell'Armata Rossa combattendo nella Seconda guerra mondiale. Ha partecipato a mostre d'arte dal 1939, dipingendo ritratti, paesaggi e scene di genere. Dal 1955 fu membro dell'Unione degli Artisti di Leningrado.
Dal 1939 al 1946 Maevskij lavorò ripetutamente a Staraja Ladoga. Dalla metà degli anni Sessanta Maewskij visse e lavorò nel villaggio di Podol, nella regione di Tver, situato nelle vicinanze dell'«Akademičeskaja Dača» (Академическая Дача), un complesso di dacie messe a disposizione degli artisti, dove ha creato la maggior parte delle opere di questo periodo. Dalla fine del 1950 partecipò a importanti mostre di arte sovietica.
Divenne famoso soprattutto come maestro del «paesaggio lirico». Con le sue opere del periodo 1960-1970 Majevski si guadagnò la reputazione di maestro del paesaggio contemporaneo russo. Negli anni Settanta e Ottanta i suoi dipinti furono presentati alle mostre di arte contemporanea sovietica in Giappone, e dal 1990 in mostre e aste di arte russa in Francia, Stati Uniti, Italia e Inghilterra.
Dmitrij Maewskij è morto il 23 luglio 1992 a San Pietroburgo. Le sue opere sono conservate nel musei e collezioni private in Russia, Stati Uniti d'America, Francia, Italia, Finlandia, Inghilterra, Spagna, Cina e altrove.